# سیارک ۴۳۸۰۶
سیارک ۴۳۸۰۶ (به انگلیسی: 43806 Augustepiccard، نامگذاری:1991RG7)چهل و سه هزار و هشتصد و ششمین سیارک کشف شده‌است که در ۱۳ سپتامبر ۱۹۹۱ کشف شد.